# BLS RABe 528
Die RABe 528 (auch unter dem Namen MIKA, kurz für moderner innovativer kompakter Allroundzug bekannt) sind elektrische Regioexpress- und S-Bahn-Triebzüge der BLS, sie gehören zur neuen Flirt-4-Familie von Stadler. Im Jahr 2021 wurden die ersten Züge in Betrieb genommen.

## Geschichte
Im Mai 2017 beschloss die BLS, bei Stadler Rail 58 neue Triebzüge zu beschaffen. Die neuen Züge werden von 2021 bis 2026 schrittweise in Verkehr gesetzt und ersetzen ältere Züge wie die EW-III-Wagen mit Re 420-Lokomotiven, RBDe 565 und RBDe 566 II.
Im Mai 2021 wurde der erste MIKA in Betrieb genommen. Im Mai 2023 wurde die letzte RE-Einheit abgeliefert, danach begann die Auslieferung der Triebzüge für den S-Bahn-Betrieb.
Ende Januar 2024 wurde bekannt, dass die BLS für die neue Linie IR 56 (Biel/Bienne – Basel SBB), die ab 2025 in Kooperation mit den SBB betrieben werden soll, sieben weitere MIKA-Züge bestellte.

## Versionen

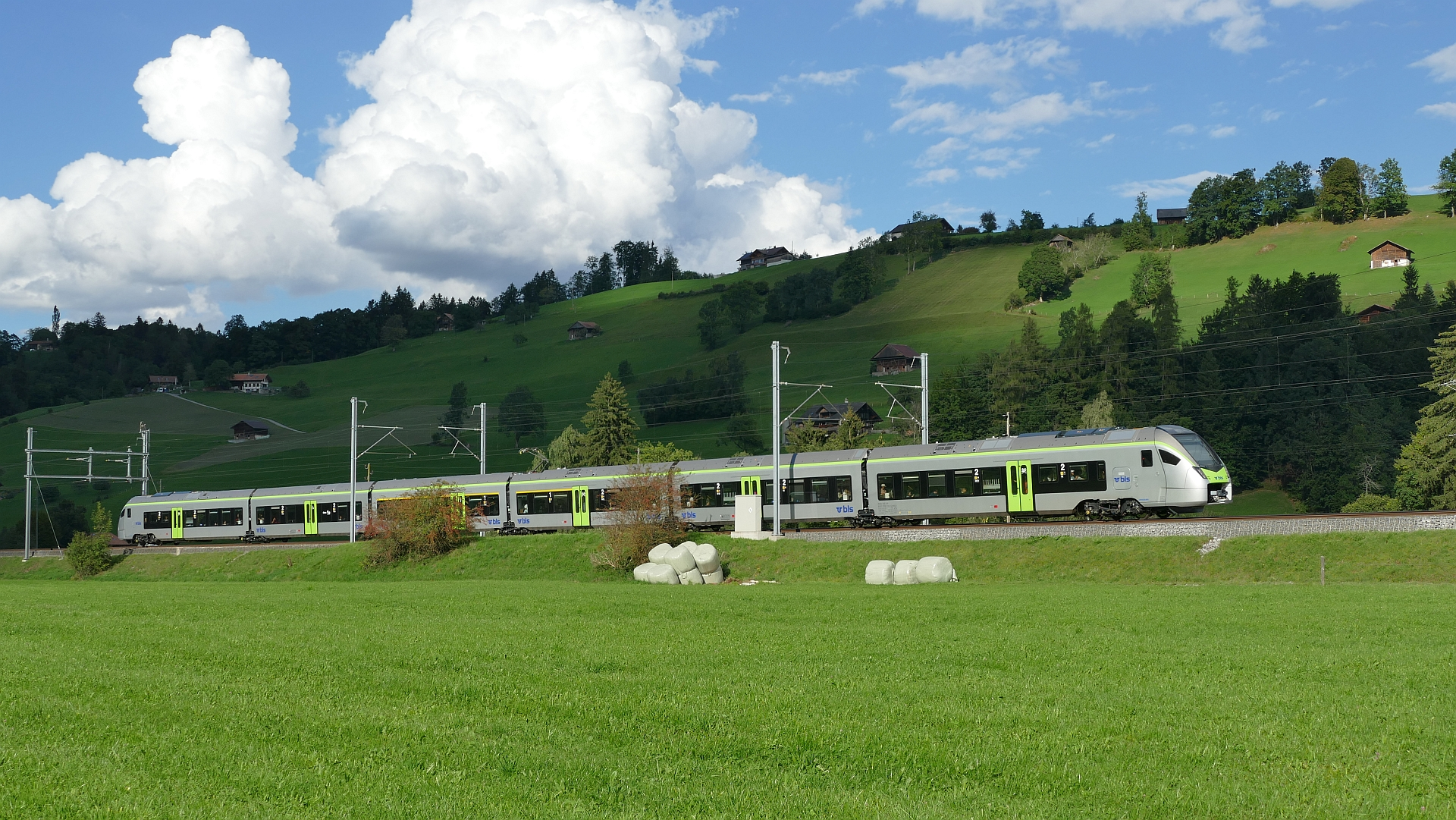
RABe 528 «RegioExpress» bei Reichenbach

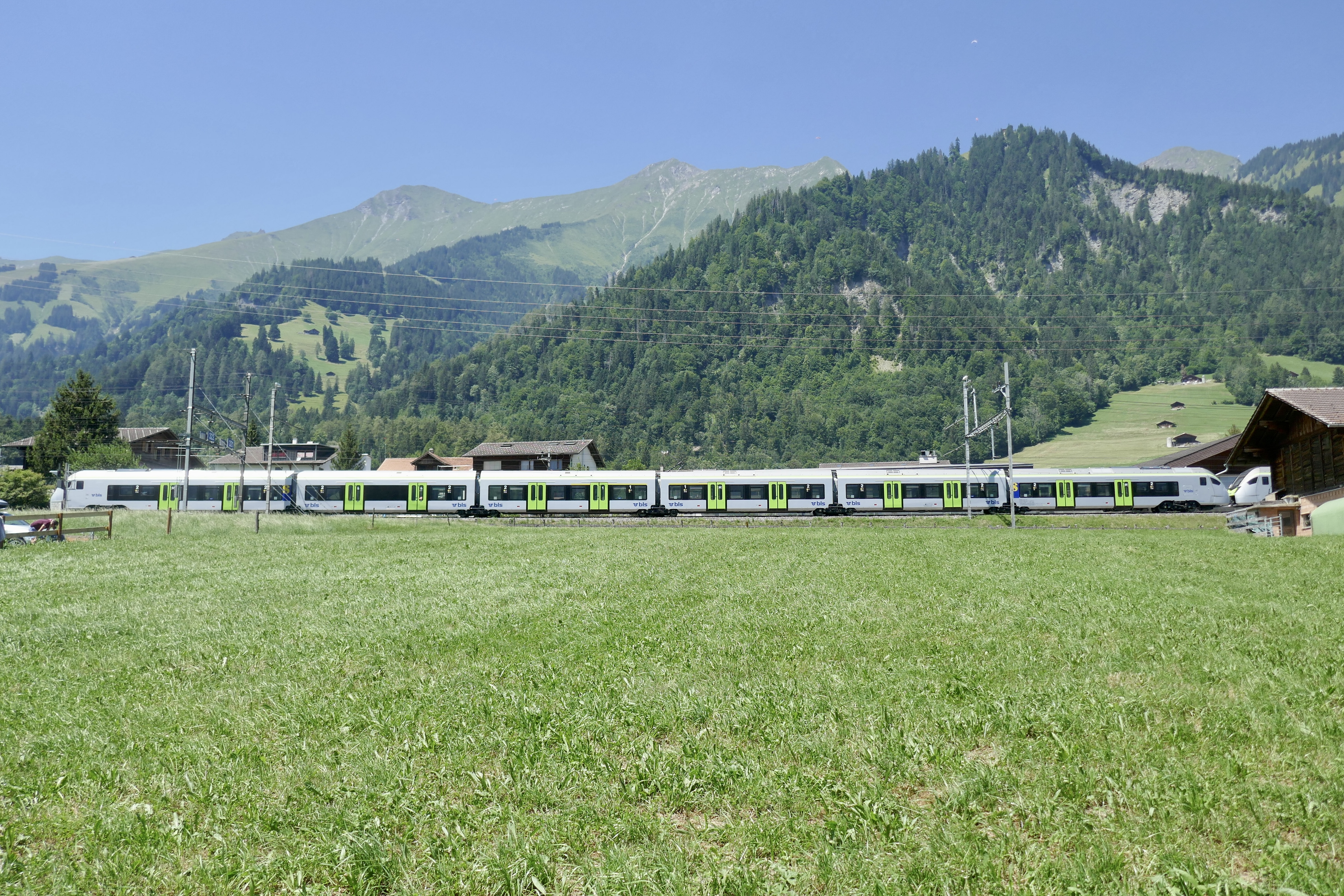
Seitenansicht des RABe 528 201 in der Version «S-Bahn» in Frutigen abgestellt.

Die Triebzüge wurden in einer RegioExpress- sowie einer S-Bahn-Version bestellt. Zunächst werden Züge der RegioExpress-Variante ausgeliefert, wobei die Einheiten 125–130 an BLS FV gehen. Züge in der S-Bahn-Version sollen ab 2023 zum Einsatz kommen. Die ersten zwei S-Bahn-Züge gingen bereits im November 2022 in Betrieb.
Die RegioExpress-MIKA werden mit einer Tür pro Wagenkasten und Seite gebaut; sie ist mit einer Bistrozone mit Snack- und Kaffeeautomaten ausgestattet. Sie ähneln von der Ausstattung her den Traverso der Südostbahn. Die S-Bahn-Version besitzt jeweils zwei Türen pro Wagenkasten und Seite und hat zudem das Logo der S-Bahn Bern  aufgedruckt.

## Namen

### Taufnamen
Aufgelistet sind nur die getauften Fahrzeuge:
| Betriebsnummer | Taufname               | Bild |
| -------------- | ---------------------- | ---- |
| 528 101        | Luzern                 |      |
| 528 104        | Entlebuch              |      |
| 528 109        | Langnau i. E.          |      |
| 528 110        | Trubschachen 1         |      |
| 528 111        | La Chaux-de-Fonds      |      |
| 528 114        | Frutigen               |      |
| 528 117        | Brig-Glis              |      |
| 528 118        | Comune di Varzo        |      |
| 528 119        | Città di Domodossola   |      |
| 528 120        | Wimmis                 |      |
| 528 122        | Erlenbach im Simmental |      |
| 528 123        | Boltigen               |      |
| 528 202        | Neuenegg               |      |

### Spezielles

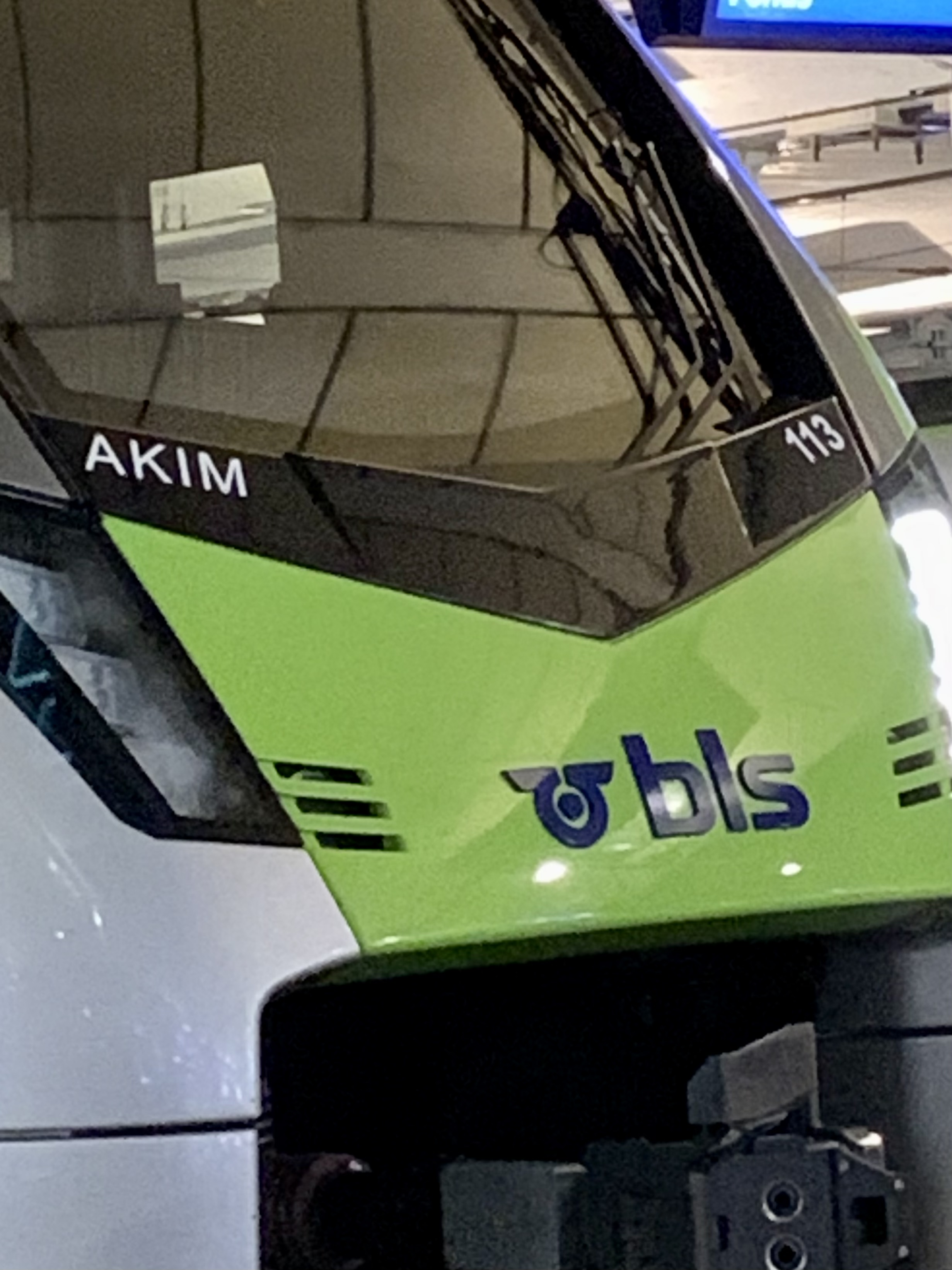
RABe 528 113, der AKIM benannt wurde.

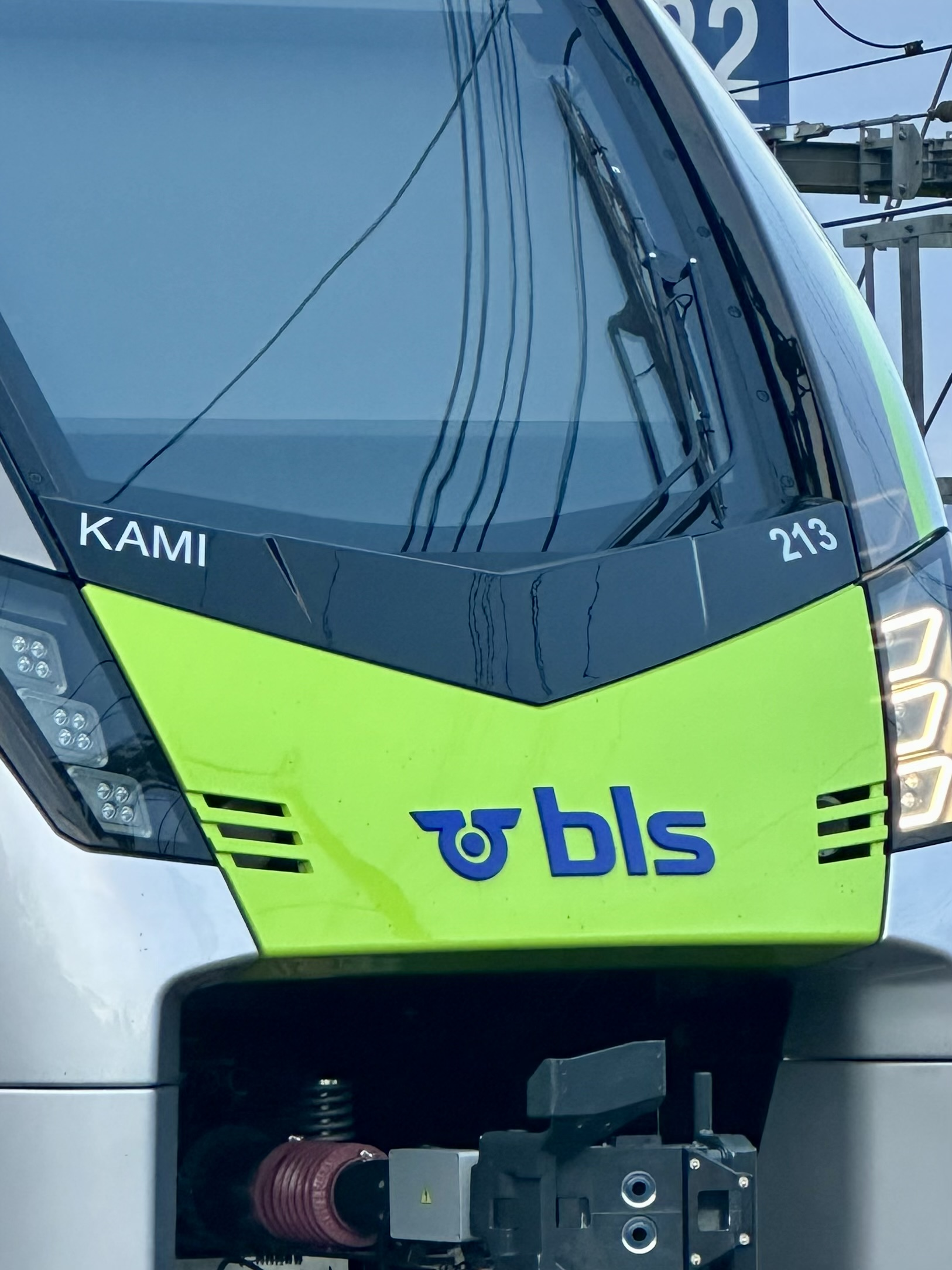
Der RABe 528 213 in S-Bahn-Ausführung als KAMI

Bei der BLS trägt traditionell das 13. Fahrzeug einen speziellen Namen.
Der RABe 528 113 heisst AKIM 113 (MIKA rückwärts geschrieben).
Der RABe 528 213 wurde KAMI genannt.
Per Fahrplanwechsel am 15. Dezember 2024 wurden die Lötschberger auf dem RE7 nach Luzern abgelöst und somit auch die beiden Kamblyzüge. Die MIKA RABe 528 110 hat eine neue Kambly-Vollwerbung erhalten.

## Strecken
Die BLS ersetzt mit den RABe 528 ältere Züge auf verschiedenen ihrer Strecken. Viele der Züge wurden bereits ersetzt, weitere folgen bis 2025.
Auf folgenden Strecken fahren die RABe 528 (Stand: Fahrplanwechsel Dezember 2025):

### Fernverkehr
- 17 Bern – Burgdorf – Olten  (an Samstagen und Sonntagen)
- 66 Bern – Neuchâtel – La Chaux-de-Fonds
- 56 ab Dezember 2025: Biel/Bienne – Delémont – Basel, ergänzt den stündlichen 51 Basel SBB – Delémont – Biel/Bienne  der SBB, welcher ab demselben Datum bis Lausanne erweitert wird. Für den IR56 wurden sieben zusätzliche MIKA-Züge bestellt.[11]

### Regionalverkehr
- 1 Bern – Spiez – Brig (– Domodossola)
- 1 Bern – Spiez – Zweisimmen
- 11 Biel/Bienne – Ostermundigen – Spiez – Kandersteg – Brig
- 7 Luzern – Wolhusen – Konolfingen – Bern
- 11 Zweisimmen – Boltigen – Erlenbach i.S. – Wimmis – Spiez
- 91 Brig – Sitten – St-Maurice – Saint-Gingolph  (Ein Zug von RegionAlps gemietet)

#### S-Bahn Bern
- S 2 Langnau i. E. – Konolfingen – Bern – Flamatt – Laupen BE
- S 4 Thun – Belp – Bern – Burgdorf – Langnau i. E.
- S 6 Bern – Köniz – Schwarzenburg
- S 42  Burgdorf – Konolfingen – Thun als Flügelzug zur S4 in Lastrichtung am Morgen und Abend von Montag bis Freitag

#### S-Bahn Zentralschweiz
- S 6 Luzern – Wolhusen – Langnau i. E./Langenthal
- S 7 Langenthal – Wolhusen (– Luzern als RE)

Zukünftig sollen RABe 528 auf folgenden Strecken fahren:
- Bern – Burgdorf – Konolfingen – Thun

Auf folgenden Strecken werden die RABe 528 nicht eingesetzt:
- Spiez – Zweisimmen (Ersatzzug Baustelle Bern)